# Ровенский янтарь

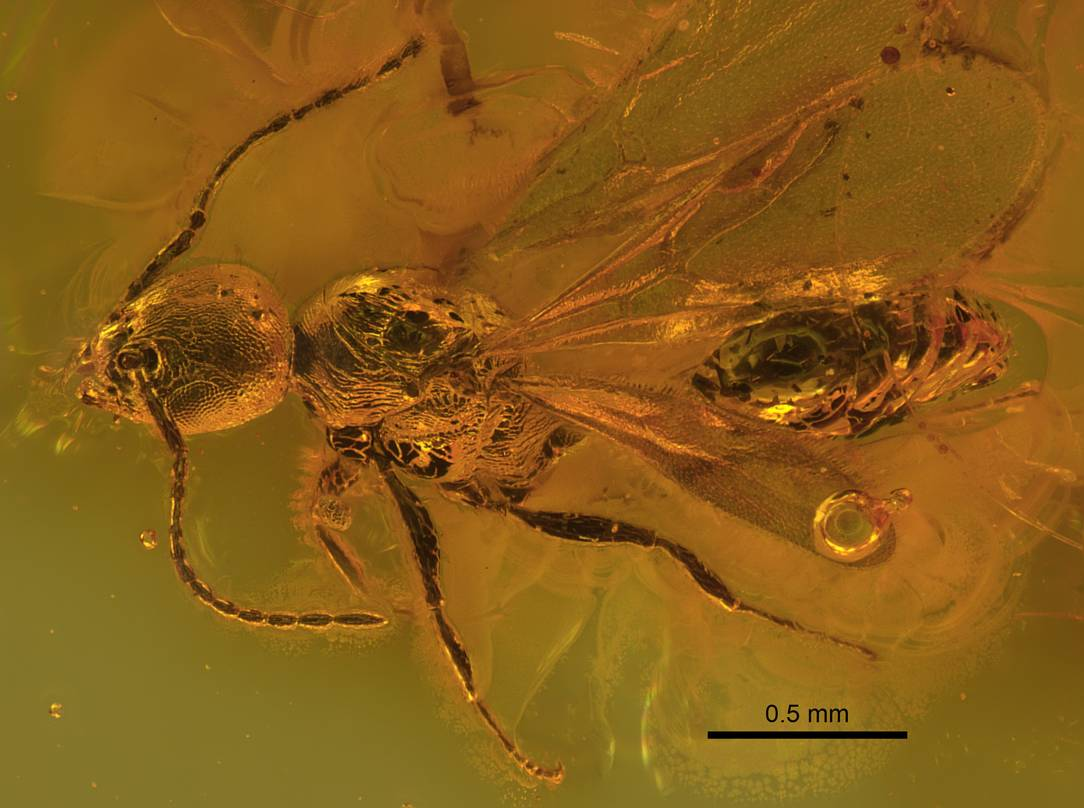
Муравей Eocenomyrma ukrainica Radchenko & Dlussky, 2016 в ровенском янтаре

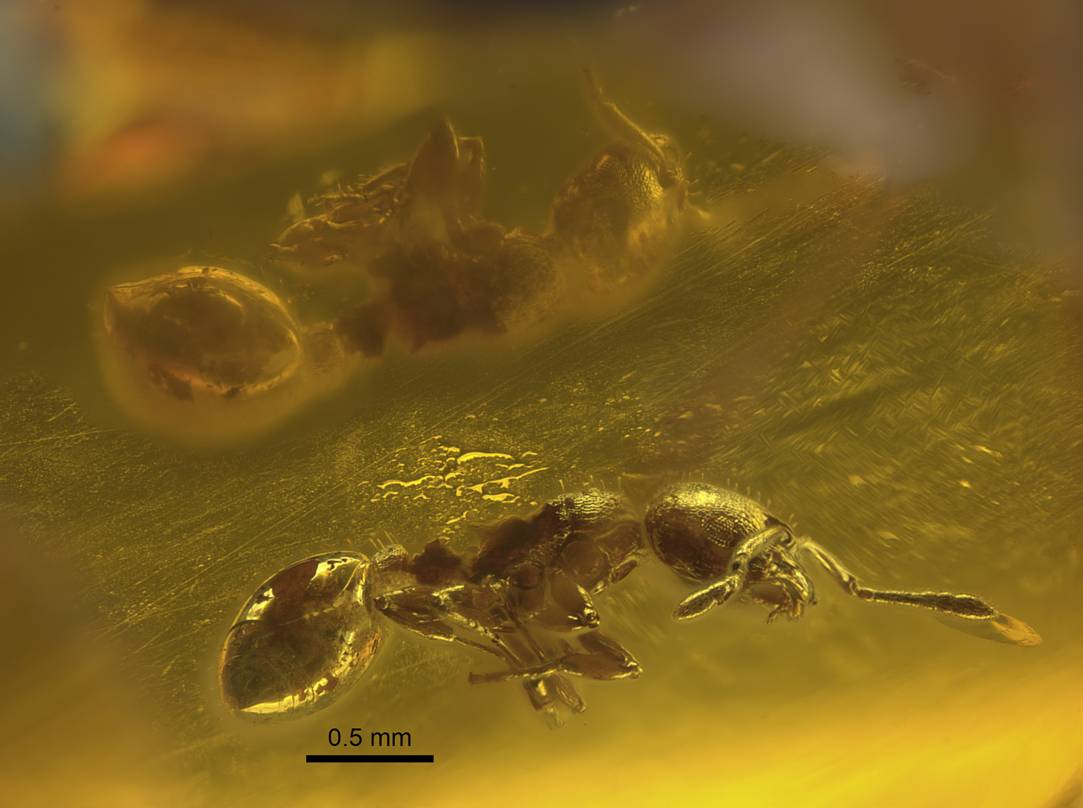
Муравей Eocenomyrma breviscapa

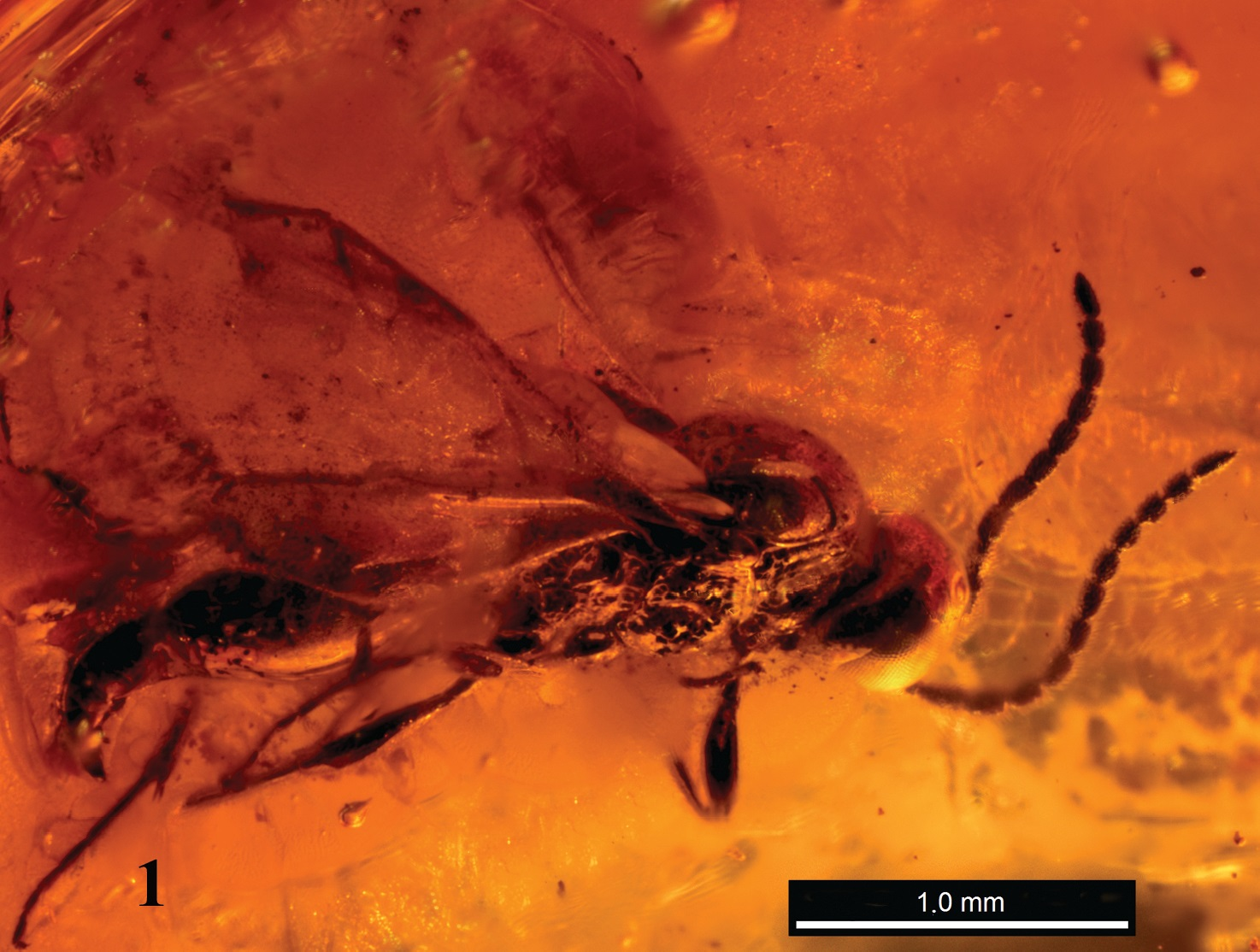
Оса Disogmus rasnitsyni Kolyada & Perkovsky, 2011

Ровенский янтарь — вид янтаря, обнаруженный в Ровенской области (северо-западная Украина).

## Описание
Ровенский янтарь образовался около 40 млн лет назад в эоцене, в период, когда территория современной Украины была островом, а территории соседних Белоруссии и Польши морем. Человеком он использовался со времён палеолита и неолита (археологами в Украинском Полесье обнаружены украшения и амулеты с включениями ровенского янтаря).
Ровенский янтарь, также как и балтийский янтарь, на 3-8 % состоит из янтарной кислоты (succinic acid, лежит в основе смолы сукцинита). Так как по своим физико-химическим свойствам ровенский янтарь практически неотличим от балтийского, то некоторые учёные называют его балтийским. Но ровенский «солнечный камень» имеет особый зеленоватый оттенок и, по словам мастеров, он легче в обработке.
Среди основных месторождений ровенского янтаря: Клесовское (Клесов) и Дубровицкое (Дубровица).

## Фауна ровенского янтаря
Среди ископаемых находок в инклюзах ровенского янтаря найдены скорпионы, сенокосцы, псевдоскорпионы, клещи, пауки, насекомые (осы, муравьи, наездники, веснянки, сетчатокрылые, жесткокрылые, полужесткокрылые, трипсы, тли, двукрылые), а также нематоды, многощетинковые черви и остатки перьев птиц и волос млекопитающих.
Хотя ровенский янтарь образовался примерно в то же время, что и балтийский, в нем больше представителей тропической фауны. Доля общих видов насекомых, встречающихся как в балтийском, так и в ровенском янтаре, отличается для разных отрядов - для жуков она составляет 13%, для длинноусых двукрылых - 24%, для ручейников - 28%, и для перепончатокрылых - 47%.
Одной из самых массовых групп насекомых в ровенском янтаре признаны муравьи, которых там обнаружено и описано более 60 видов и 30 родов (данные на начало 2013 года). До четверти всех находок муравьёв приходится на один массовый вид — Lasius schiefferdeckeri.
- Ampulicomorpha succinalis (Ampulicidae)[12].
- Boltonidris (2012, Hymenoptera, муравьи)[13]
- Cryptophagus harenus (2012, Жесткокрылые, Cryptophagidae)[14]
- Dolichoderus zherichini (2002, Hymenoptera, муравьи)[7]
- Eupsenella klesoviana (2014, Hymenoptera, осы-бетилиды)[15]
- Protomicroides sororius (2010, Hymenoptera, песочные осы)[16]
- Rovnocapnia ambita (2009, Веснянки, Capniidae)[17].
- Rovnodidactylomyia (2012, двукрылые, Cecidomyiidae)[18]
- Yantaromyrmex (2013, Hymenoptera, муравьи)

## История
До 1990-х годов разработки велись кустарно, хотя сам ровенский янтарь был известен и ранее.
В 1993 году для добычи янтаря промышленным способом было образовано государственное предприятие «Укрбурштын» (ГП «Бурштин України») при Минфине Украины. Ежегодная добыча составляла от 1 до 3 тонн.
Первые инклюзы насекомых (Diptera, Hymenoptera, Coleoptera) в ровенском янтаре были найдены в 1994 году.
На базе янтарной фабрики «Бурштин України» в здании Ровенского дома учёных открыт[когда?] Музей янтаря.
В 2001 году начала создаваться научная коллекция янтаря в Институте зоологии им. Ивана Шмальгаузена Национальной академии наук Украины в Киеве.
С 2014 года на территориях ведётся нелегальная добыча янтаря, что привело к возникновению зоны экологического бедствия.
Эксперты оценивают объём нелегальной добычи янтаря на северо-западе Украины от 120 до 300 тонн янтаря в год с оборотом теневого рынка 200—300 млн долларов.